# Lac Chézine
Pour les articles homonymes, voir Chézine (homonymie).
Le lac Chézine est un plan d'eau douce de la zone de tête de la rivière Chézine, dans le territoire non organisé de Lac-Croche, dans la municipalité régionale de comté (MRC) de La Jacques-Cartier, dans la région administrative de la Capitale-Nationale, dans la province de Québec, au Canada. Le lac Chézine est situé dans la zec Batiscan-Neilson, près de la limite de la réserve faunique des Laurentides.
Le versant du lac Chézine est desservie par la route forestière R0300 (sens nord-sud) qui passe du côté est du lac Chézine.
La foresterie constitue la principale activité économique du secteur; les activités récréotouristiques, en second.
La surface du lac Chézine est habituellement gelée du début de décembre à la fin mars, toutefois la circulation sécuritaire sur la glace se fait généralement de la mi-décembre à la mi-mars.

## Géographie
Les principaux bassins versants voisins du lac Chézine sont:
- côté Nord: Lac Tourilli;
- côté Est: rivière Chézine Nord, rivière Tourilli, rivière Sainte-Anne;
- côté Sud: rivière Chézine, rivière Chézine Nord, rivière Sainte-Anne;
- côté Ouest: rivière Nelson, ruisseau Leclerc.

La rivière Chézine prend sa source à l'embouchure du lac Chézine (longueur: 1,7 km; altitude 677 m) dans le territoire non organisé de Lac-Croche. Ce lac encaissé entre les montagnes est alimenté par seulement deux ruisseaux de montagne. Un sommet de montagne culmine à 802 m à 0,9 km au nord du lac. L'embouchure du lac Chézine est situé à 13,9 km à l'ouest du cours de la rivière Jacques-Cartier, à 27,3 km au nord du centre du village de Saint-Raymond et à 74,6 km au nord de la confluence de la rivière Sainte-Anne avec le fleuve Saint-Laurent.
À partir de l'embouchure du lac Chézine, le courant descend sur 17,3 km vers le sud-est en suivant le cours de la rivière Chézine, puis sur 115,8 km généralement vers le sud et le sud-ouest en suivant le cours de la rivière Sainte-Anne, jusqu'à la rive nord-ouest du fleuve Saint-Laurent.

## Toponymie
Le toponyme lac Chézine a été officialisé le 5 décembre 1968 par la Commission de toponymie du Québec.